# Melbourne Symphony Orchestra

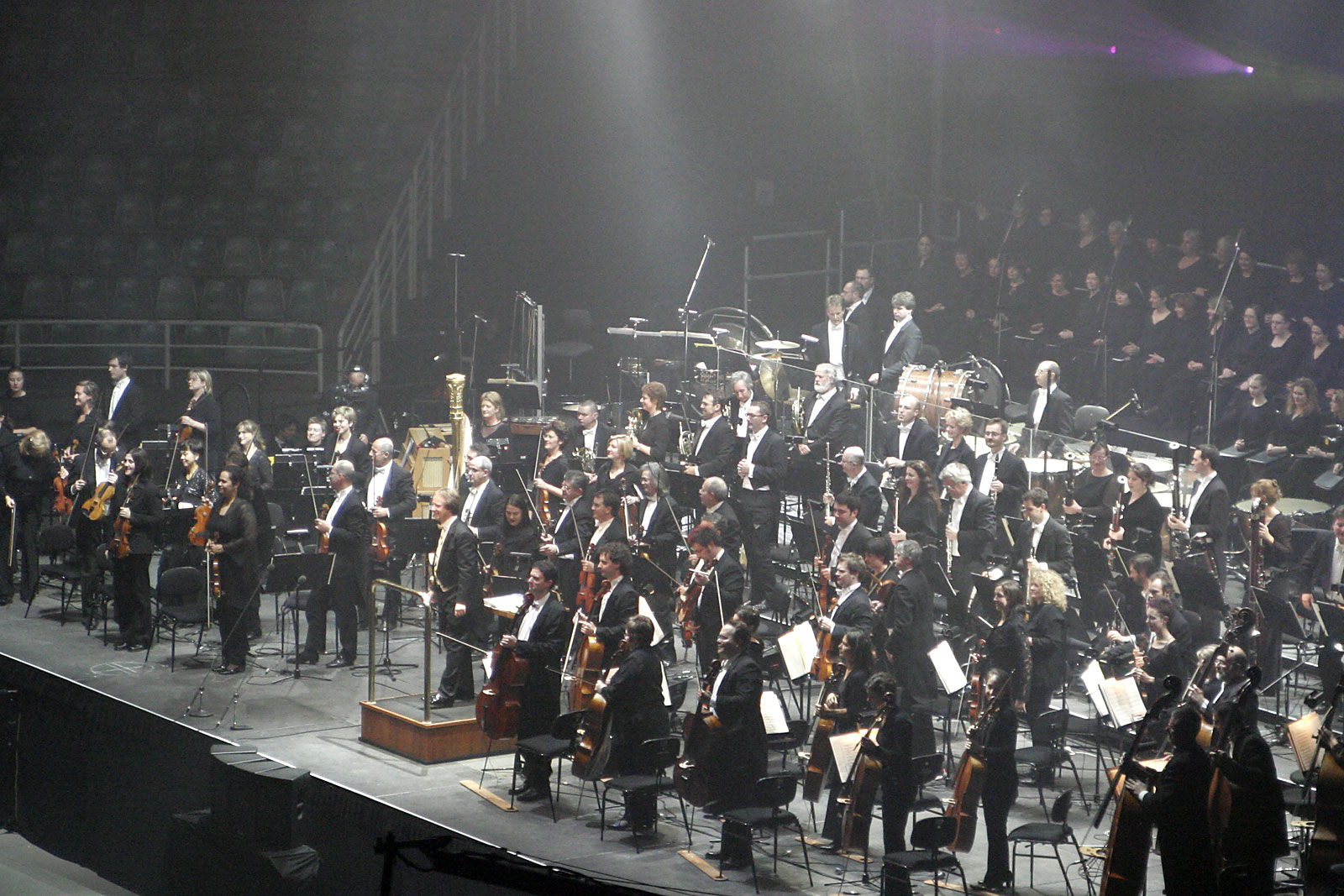
L'orchestre symphonique de Melbourne en 2005.

Le Melbourne Symphony Orchestra (MSO) est un orchestre australien basé à Melbourne et en résidence au Hamer Hall.
Le MSO a son propre chœur, le MSO Chorus, à la suite de son intégration avec le Melbourne Chorale en 2008. Ses deux prédécesseurs en font le plus ancien orchestre professionnel d'Australie.
L'orchestre compte sur le financement du gouvernement de l'État de Victoria et du gouvernement fédéral ainsi que sur le soutien de sociétés privées et de donateurs. Il est pris en charge par Symphony Services International. Sophie Galaise a rejoint l'OSM en tant que première femme directrice générale en 2016. Son président actuel est Michael Ullmer.

## Histoire
Le fondateur de l'Albert Street Conservatorium Orchestra est Alberto Zelman. Cet orchestre donne son premier concert le 11 décembre 1906. En 1927, il se joint à l'Orchestre symphonique de l'Université de Melbourne pour former le Melbourne Symphony Orchestra. Zelman devient plus tard le premier chef d'orchestre australien à diriger les orchestres philharmoniques de Londres et de Berlin.
En 1934, le MSO est devenu l'un des orchestres radiophoniques de l'Australian Broadcasting Commission. En 1949, l'orchestre prend le nouveau nom de Victorian Symphony Orchestra. En 1965, le nom de l'orchestre est redevenu Melbourne Symphony Orchestra.
Le chef d'orchestre de l'OSM qui y a exercé le plus longtemps est Hiroyuki Iwaki (1974-1997), qui a été nommé chef d'orchestre lauréat de l'orchestre en 1989 et en a conservé le titre jusqu'à sa mort en 2006. Le dernier chef d'orchestre de l'orchestre, Sir Andrew Davis, a été nommé en juin 2012. Sir Andrew Davis a donné ses concerts inauguraux en tant que chef d'orchestre de l'OSM en 2013, après avoir fait ses débuts avec l'orchestre en 2009. Le MSO travaille également avec le chef associé Benjamin Northey et des chefs invités comme Thomas Adès, John Adams, Tan Dun, Markus Stenz et Simone Young.
Sir Andrew Davis est devenu chef d'orchestre en 2013. Au cours de son mandat, le MSO a fait ses débuts dans cinq des festivals de musique classique, dont The Proms et le Edinburgh International Festival. En juillet 2015, le MSO a prolongé le contrat de Davis jusqu'en 2019. En avril 2018, l'OSM a annoncé que Davis allait terminer son poste de chef d'orchestre à la fin du mois de décembre 2019.
Le MSO a collaboré avec un certain nombre d'artistes contemporains allant de la pop et du rock à la techno et à l'électronique. Les performances notables incluent des collaborations avec Elton John, aboutissant à l'album Live in Australia with the Melbourne Symphony Orchestra, le groupe Kiss, Ben Folds, Burt Bacharach, Hans Zimmer, Nick Cave, Sting, Tim Minchin, le DJ Jeff Mills, Flight Facilities et The Wiggles.

## Chefs d'orchestre
- Alberto Zelman (1906–1927), à l'orchestre de l'Albert Street Conservatorium
- Fritz Hart (1927–1937)
- Bernard Heinze (1932–1937), chef d'orchestre adjoint
- Bernard Heinze (1937–1950)
- Alceo Galliera (1950–1951)
- Juan José Castro (1952–1953)
- Walter Susskind (1953–1955)
- Kurt Wöss (1956–1959)
- Georges Tzipine (1960–1965)
- Willem van Otterloo (1967–1970)
- Fritz Rieger (1971–1972)
- Hiroyuki Iwaki (1974–1997)
- Markus Stenz (1998–2004)
- Oleg Caetani (2005–2009)
- Tadaaki Otaka (2009–2012)
- Sir Andrew Davis (2013–2019)